# استرتفورد، نیوجرسی
استرتفورد (به انگلیسی: Stratford) شهری در ایالت نیوجرسی کشور ایالات متحده آمریکا است که جمعیت آن در سرشماری سال ۲۰۱۰ میلادی، ۷٬۰۴۰ نفر بوده‌است.